# غرودل بالا
غرودل بالا (بالفارسية: گرودل بالا) هي قرية تقع في قسم باهوكلات الريفي (مقاطعة تشابهار) في إيران. يقدر عدد سكانها بـ 89 نسمة بحسب إحصاء 2016.